# Incomáti de Xinavane
Grupo Desportivo de Incomáti, besser bekannt als Incomáti de Xinavane, ist ein multisportlicher Verein aus Xinavane, Mosambik, der vor allem für seine Fußballabteilung bekannt ist. Derzeit (Stand Mai 2024) spielt der Verein in der Segunda Divisão, der zweithöchsten Spielklasse des Landes.

## Geschichte
Der Verein wurde im Jahr 1957 gegründet und hat seinen Sitz im Dorf Xinavane im Bezirk Manhiça der Provinz Maputo. 1966 nahm der Verein erstmals an der höchsten Spielklasse des Landes teil. Die letzte Saison, in der der Verein erstklassig spielte, war 2022, als er auf dem 10. Platz in der Moçambola abstieg. Aktuell befindet sich der Verein in der zweitklassigen Segunda Divisão. Der Spitzname des Vereins lautet Açucareiros, (auf Deutsch Zuckermacher), der von der Zuckerfabrik in Xinavane zurückzuführen ist. Der Vereinsname Incomáti stammt vom gleichnamigen Fluss.

## Stadion
Die Heimspielstätte des Vereins ist das Campo Xinavane mit einer Kapazität von 2500 Zuschauern.

## Erfolge
- Mosambikanische Zweitligameister (3): 1982, 2010, 2017[5]
- Provincial Gaza Meister (2): 1974, 1965[6]